# Rebelution Tour
Rebelution Tour là tour lưu diễn hòa nhạc vòng quanh thế giới đầu tiên của nam ca sĩ nhạc rap người Mỹ Pitbull, bắt đầu tại Bắc Mỹ.

## Danh sách biểu diễn
1. "I Know You Want Me (Calle Ocho)"
2. "Maldito Alcohol
3. "Shut It Down"
4. "Oye Baby"
5. "Bon, Bon"
6. "Egoista"
7. "On the Floor"
8. "I Like It"
9. "I Gotta Feeling"
10. "DJ Got Us Fallin' In Love"
11. "Pause"
12. "Watagatapitusberry"
13. "Something For the DJ's"
14. "Shake It Up"
15. " Culo "
16. " Come N Go "
17. "Rain Over Me"
18. "Tu Cuerpo"
19. "Hey Baby "
20. "Hotel Room Service "

Nguồn:

## Lịch trình
| Ngày                 | Thành phố       | Quốc gia    | Địa điểm                                    |
| -------------------- | --------------- | ----------- | ------------------------------------------- |
| Bắc Mỹ               |                 |             |                                             |
| 19 tháng 9 năm 2009  | Valley Center   | Hoa Kỳ      | Harrah's Rincon-Eclipse                     |
| 20 tháng 9 năm 2009  | Santa Maria     | Hoa Kỳ      | Santa Maria, California State Fair          |
| 21 tháng 9 năm 2009  | Detroit         | Hoa Kỳ      | DTE Energy Music Theatre                    |
| 22 tháng 9 năm 2009  | Reno            | Hoa Kỳ      | 210 North                                   |
| 23 tháng 9 năm 2009  | San Francisco   | Hoa Kỳ      | Grand Ballroom                              |
| 24 tháng 9 năm 2009  | San Diego       | Hoa Kỳ      | House Of Blues                              |
| 3 tháng 8 năm 2009   | Thackerville    | Hoa Kỳ      | Global Event Center at WinStar World Resort |
| 25 tháng 9 năm 2009  | Los Angeles     | Hoa Kỳ      | Los Angeles                                 |
| 26 tháng 9 năm 2009  | Las Vegas       | Hoa Kỳ      | House Of Blues                              |
| 27 tháng 9 năm 2009  | Salina          | Hoa Kỳ      | Fox Theater                                 |
| 29 tháng 9 năm 2009  | Aspen           | Hoa Kỳ      | Belly Up                                    |
| 30 tháng 9 năm 2009  | Denver          | Hoa Kỳ      | Ogden Theater                               |
| 1 tháng 10 năm 2009  | Park City       | Hoa Kỳ      | Harry O's                                   |
| 2 tháng 10 năm 2009  | Phoenix         | Hoa Kỳ      | Celebrity Theater                           |
| 4 tháng 10 năm 2009  | Tucson          | Hoa Kỳ      | Rialto Theater                              |
| 6 tháng 10 năm 2009  | Laredo          | Hoa Kỳ      | Laredo, Texas Entertainment Center          |
| 7 tháng 10 năm 2009  | College Station | Hoa Kỳ      | Daisy Dukes                                 |
| 8 tháng 10 năm 2009  | Austin          | Hoa Kỳ      | Austin Music Hall                           |
| 9 tháng 10 năm 2009  | Dallas          | Hoa Kỳ      | House Of Blues                              |
| 10 tháng 10 năm 2009 | Corpus Christi  | Hoa Kỳ      | Concrete Street Patio                       |
| 11 tháng 10 năm 2009 | New Orleans     | Hoa Kỳ      | House Of Blues                              |
| 13 tháng 10 năm 2009 | Charlotte       | Hoa Kỳ      | Fillmore                                    |
| 14 tháng 10 năm 2009 | Louisville      | Hoa Kỳ      | Club Oasis                                  |
| 15 tháng 10 năm 2009 | Nashville       | Hoa Kỳ      | Vanderbilt University                       |
| 16 tháng 10 năm 2009 | Detroit         | Hoa Kỳ      | Motor City Casino                           |
| Châu Phi             |                 | Hoa Kỳ      |                                             |
| 23 tháng 4 năm 2011  | Durban          | Nam Phi     | The Wavehouse                               |
| 24 tháng 4 năm 2011  | Cape Town       | Nam Phi     | Cape Town International Convention Centre   |
| Bắc Mỹ               |                 |             |                                             |
| 30 tháng 4 năm 2011  | Oneonta         | Hoa Kỳ      | Neahwa Park                                 |
| 21 tháng 5 năm 2011  | Tijuana         | México      | Plaza Monumental de Playas                  |
| 28 tháng 5 năm 2011  | Mexico City     | México      | Plaza México                                |
| Châu Âu              |                 |             |                                             |
| 1 tháng 6 năm 2011   | Essen           | Đức         | The Dome                                    |
| 28 tháng 6 năm 2011  | Dublin          | Ireland     | The O2                                      |
| 8 tháng 7 năm 2011   | Thurgau         | Thụy Sĩ     | Allmend Frauenfeld                          |
| Bắc Mỹ               |                 |             |                                             |
| 16 tháng 7 năm 2011  | Auburn          | Hoa Kỳ      | White River Amphitheatre                    |
| 5 tháng 8 năm 2011   | St. Johns       | Canada      | Mile One Centre                             |
| 7 tháng 8 năm 2011   | Vaughan         | Canada      | Kingswood Music Theatre                     |
| 20 tháng 8 năm 2011  | Ledyard         | Hoa Kỳ      | MGM Grand Theater                           |
| 12 tháng 11 năm 2011 | San Juan        | Puerto Rico | Hiram Bithorn Stadium                       |
| 17 tháng 11 năm 2011 | Estero          | Hoa Kỳ      | Germain Arena                               |
| Châu Á               |                 |             |                                             |
| 24 tháng 11 năm 2011 | Manila          | Philippines | Araneta Coliseum                            |
| Châu Âu              |                 |             |                                             |
| 26 tháng 11 năm 2011 | Paris           | Pháp        | Palais Omnisports de Paris-Bercy            |
| Châu Á               |                 |             |                                             |
| 28 tháng 11 năm 2011 | Bangkok         | Thái Lan    | Impact Arena                                |
| 30 tháng 11 năm 2011 | Manila          | Philippines | Araneta Coliseum                            |
| 2 tháng 12 năm 2011  | New Delhi       | Ấn Độ       | The Grand                                   |
| 6 tháng 12 năm 2011  | Jakarta         | Indonesia   | Kartika Expo Center                         |
| Bắc Mỹ               |                 |             |                                             |
| 8 tháng 12 năm 2011  | Boston          | Hoa Kỳ      | KIIS-FM's Jingle Ball                       |
| 9 tháng 12 năm 2011  | New York        | Hoa Kỳ      | KIIS-FM's Jingle Ball                       |
| 10 tháng 12 năm 2011 | Sunrise         | Hoa Kỳ      | KIIS-FM's Jingle Ball                       |
| 11 tháng 12 năm 2011 | Tampa           | Hoa Kỳ      | KIIS-FM's Jingle Ball                       |

## Liên kết khác
- http://www.pitbullmusic.com/